# فوزي عبيدات
فوزي محمد سليمان عبيدات (ولد 1940) الفريق الركن المتقاعد وهو أحد مساعدي القائد العام الأسبق للجيش الأردني وآمر كلية الحرب الملكية والمؤسس لها الجيش العربي الاردني الأردنية سابقًا، وهو عضو هيئة تدريس المعهد الدبلوماسي الأردني.

## مولده وتعليمه العسكري
ولد فوزي عبيدات في الرفيد في محافظة إربد بالأردن عام 1940 وأنهى دراسته الثانوية في مدارس حرتا واربد الثانوية. تخرج في الكلية العسكرية الملكية عام 1959 ثم حصل على بكالوريوس العلوم العسكرية من جامعة مؤتة الأردنية سنة 1983، ثم على درجتي ماجستير في العلوم العسكرية إحداهما من جامعة مؤتة والأخرى من الولايات المتحدة وحصل على درجة الدكتوراه في التاريخ من معهد المؤرخين العرب من بغداد العراق.

## المناصب القيادية
عقب تخرج فوزي عبيدات عام 1959 م، التحق بسلاح المدفعية حيث تقلب في المناصب القيادية الميدانية من قائد فصيل إلى قائد فرقة مدرعة، بالإضافة إلى وظائف ضابط ركن بالقيادات الميدانية والقيادة العامة
بدأ خدمته العسكرية برتبة ملازم ثان في سلاح المدفعية الملكي، وأخذ يتدرج وظيفيا وأكاديميا حتى أنهى سنة 1968 م، متطلبات دراسة أركان المدفعية من المملكة المتحدة / بريطانيا، والتحق بعدئذ بالعمل في مدرسة سلاح المدفعية الملكي، وعمل فيها مدربا وقائد جناح ورئيس مدربين. التحق بالدراسة في كلية القيادة والأركان الملكية الأردنية، وتخرج منها سنة 1973 م، وعمل موجها في نفس الكلية، وفي سنة 1974 م أرسل إلى الولايات المتحدة الأمريكية لإكمال متطلبات الدراسة في كلية القيادة والأركان العامة الأمريكية، وفي سنة 1975 م تخرج فيها وعاد إلى الأردن، والتحق بالعمل في كلية القيادة والأركان الملكية، حيث عمل فيها موجها ثم رئيسا لفرع التعليم. 
في سنة 1978 م، التحق مجددا بالعمل في سلاح المدفعية الملكي، حيث عمل لمدة عام رئيسا لشعبة العمليات في مديرية المدفعية بالقيادة العامة للقوات المسلحة، وفي سنة 1979 م تم تعيينه قائدا لمدفعية الفرقة المدرعة الخامسة، ومنها أرسل إلى الولايات المتحدة الأمريكية، حيث أكمل متطلبات دراسة كلية حرب الجيش في الأعوام 1981/1982 م. عاد إلى الأردن، وعمل خلال الفترة الواقعة ما بين الأعوام (1982 - 1983 م)، مديرا لديوان القيادة العامة للقوات المسلحة، وفي سنة 1983 م عمل لمدة عامين مديرا للعمليات الحربية في القيادة العامة، وفي سنة 1985 م قام بتأسيس كلية الحرب الملكية الأردنية وعمل آمرا لها حتى سنة 1988 م، حيث تم تعيينه مساعدا لرئيس هيئة الأركان العامة للتخطيط والتنظيم والحرب الإلكترونية، واستمر بالعمل حتى أحيل إلى التقاعد في 20 نيسان 1993 م، برتبة فريق ركن. وبعد أن أحيل للتقاعد، عمل سنة 1996 م ولمدة عامين مشرفا على التدريب ومحاضرا في المعهد الدبلوماسي الأردني، وكان عضوا في كل من لجنة التدريب والمجلس الأكاديمي للمعهد. 

## الأوسمة
- وسام الاستقلال من الدرجة الأولى[1]
- وسام الاستقلال من الدرجة الثانية [1]
- وسام الكوكب الأردني من الدرجة الثانية[1]
- وسام النهضة من الدرجة الثانية [1]
- وسام الاستحقاق العسكري من الدرجة الثانية [1]
- عدة أوسمة من دول أجنبية[2]

## أسرته
للفريق الركن الدكتور فوزي عبيدات ابنة واحدة وولدين.